# Фосфид гольмия(III)
Фосфид гольмия(III) — бинарное неорганическое соединение, 
гольмия и фосфора с формулой HoP,
тёмные кристаллы,
не растворяется в воде.

## Получение
- Нагревание порошкообразных гольмия и красного фосфора в инертной атмосфере или вакууме:

{\displaystyle {\mathsf {Ho+P\ {\xrightarrow {500^{o}C}}\ HoP}}}

## Физические свойства
Фосфид гольмия(III) образует тёмные кристаллы кубической сингонии, устойчивые на воздухе,
не растворяется в воде и активно реагирует с азотной кислотой.